# 브루스 킹
브루스 킹(Bruce King, 1924년 4월 6일~2009년 11월 13일)은 미국의 정치인이다. 민주당에 소속, 뉴멕시코주지사를 3회 맡았다. 킹의 2회째의 임기중에 뉴멕시코주 형무소 폭동 사건이 일어났다.

## 역대 선거 결과
| 선거명      | 직책명          | 대수 | 정당   | 득표율 | 득표수    | 결과 | 당락                 |
| ----------- | --------------- | ---- | ------ | ------ | --------- | ---- | -------------------- |
| 1970년 선거 | 뉴멕시코 주지사 | 23대 | 민주당 | 51.26% | 148,835표 | 1위  | 뉴멕시코 주지사 당선 |
| 1978년 선거 | 뉴멕시코 주지사 | 25대 | 민주당 | 50.53% | 174,631표 | 1위  | 뉴멕시코 주지사 당선 |
| 1990년 선거 | 뉴멕시코 주지사 | 28대 | 민주당 | 54.61% | 224,564표 | 1위  | 뉴멕시코 주지사 당선 |
| 1994년 선거 | 뉴멕시코 주지사 | 29대 | 민주당 | 39.92% | 186,686표 | 2위  | 낙선                 |